# Karl Friedrich Andreas Jacobi
Karl Friedrich Andreas Jacobi, auch Carl Friedrich Andreas Jacobi, (* 2. Dezember 1795 in Crawinkel; † 28. Juni 1855 in Schulpforta) war ein deutscher Mathematiker und Lehrer.

## Leben und Wirken

Jacobische Figur mit Aufsatzdreiecken ADB, BEC und CFA, gleichfarbige Winkel sind gleich groß

Während seines Studiums in Jena wurde er Mitglied der Urburschenschaft. 1817 war er Teilnehmer am Wartburgfest. Von 1818 bis 1819 war er Konrektor in Brandenburg an der Havel und danach bis zu seinem Lebensende Professor der Mathematik und Physik am Gymnasium in Schulpforta.
Sein jüngerer Bruder Andreas Jacobi (1801–1875) wirkte ebenfalls als Mathematiker in Schulpforta.
Jacobi befasste sich mit Dreiecksgeometrie. Die Jacobische Figur ist ein Dreieck ABC mit Aufsatzdreiecken an den Seiten ({\displaystyle ADB,BEC,CFA}), bei dem die benachbarten Winkel in aneinandergrenzenden Aufsatzdreiecken gleich sind. Jacobi bewies, dass sich die Transversalen zwischen den jeweiligen {\displaystyle D_{i}} und den gegenüberliegenden Ecken des Ursprungsdreiecks ABC in einem Punkt schneiden. Diese Aussage wird heute als Satz von Jacobi bezeichnet. Bei Berkhan/Meyer und in Florian Cajori wird er mit Karl Wilhelm Feuerbach, August Leopold Crelle und anderen zu den Mathematikern Anfang des 19. Jahrhunderts in Deutschland gezählt, die die Dreiecksgeometrie beförderten, deren Werk aber bis zur Neuaufnahme der Untersuchung auf diesem Gebiet in der zweiten Hälfte des 19. Jahrhunderts in Vergessenheit geriet.
In seiner Arbeit von 1825 gab er auch eine Konstruktion der von Crelle eingeführten Brocard-Punkte eines Dreiecks (wiederentdeckt 1875 durch Henri Brocard). Sie sind als Punkte im Innern des Dreiecks definiert, deren Verbindungslinien mit den Ecken des Dreiecks gleiche Winkel mit den Seiten des Dreiecks bilden.
1834 gab er die Grondbeginsels der Meetkunde (Grundlagen der Geometrie) von Jean Henri van Swinden, 1790 und 1816 in Amsterdam erschienen, mit eigenen Zusätzen in deutscher Sprache heraus.

## Schriften
- De triangulorum rectilineorum proprietatibus quibusdam nondum satis cognitis, E. B. Schwickertum (Schwickert), Lipsiae (Leipzig) 1825 (lateinisch; Programm Gymnasium Pforta)
- als Herausgeber: J. H. van Swinden’s Elemente der Geometrie, Friedrich Frommann, Jena 1834 (Originaltitel Grondbeginsels der Meetkunde, 1816; von Jacobi aus dem Holländischen übersetzt und mit ausführlichen Zusätzen versehen)
- De quadrangulorum proprietatibus quibusdam minus adhuc cognitis, Frommann, Jenae 1838 (lateinisch)
- De proprietate rectarum punctum quoddam intra circulum ita transeuntium ut anguli, ad quos binae sibi proximae secantur, sint inter se aequales, Frommann, Jenae 1840 (lateinisch)
- Die Entfernungsörter geradliniger Dreiecke. Eine geometrische Abhandlung, Friedr. Frommann, Jena 1851
  - auch Die Entfernungsörter geradliniger Dreiecke. Eine geometrische Abhandlung, Heinrich Sieling, Naumburg 1851 (mit Jahresbericht Landesschule Pforta)
- Die Entfernungsörter geradliniger Dreiecke. II. Die äussern Entfernungsörter. Eine geometrische Abhandlung, Friedr. Frommann, Jena 1854
  - auch Die äussern Entfernungsörter geradliniger Dreiecke. Eine geometrische Abhandlung, Heinrich Sieling, Naumburg 1854 (mit Jahresbericht Landesschule Pforta)